# 斑點高䲁
斑點高䲁（學名：Hypsoblennius ionthas），為輻鰭魚綱鳚形目䲁科高䲁屬的一種，分布於西大西洋美國南卡羅萊納州至德克薩斯州海域，本魚體延長形，稍側扁，頭鈍短，頭頂無冠膜，雌魚眼上的捲鬚短而分枝，雄魚眼上的捲鬚長而帶狀並有邊緣，頸背無捲鬚，鼻孔處有短捲鬚，下顎頂端有一個寬闊的肉突，下顎兩側各有3個孔，牙齒尖端鈍而扁平，單排，不能移動，兩頜上均無犬齒，雌魚體橄欖綠色到棕色，身體和頭部下側密布黑色斑點，眼睛下方有2條深色條紋，中間由黃色到橙色的區域隔開，眼睛後部有黑色斑點，前部邊界清晰，縱鰭綠褐色。雄魚與雌魚相似，但背鰭前部呈黑色，背鰭硬棘11-13枚、背鰭軟條13-15枚、臀鰭硬棘2枚，臀鰭軟條14-17枚，體長可達10公分，棲息在水淺的岩石區，以藻類為食，雌魚產附著性卵，雄魚有護卵行為，生活習性不明。